# Max-Planck-Institut für Neurobiologie
Das Max-Planck-Institut für Neurobiologie war eine außeruniversitäre Forschungseinrichtung zur Erforschung der Entwicklung und Funktion von Nervensystemen mit Sitz im Planegger Ortsteil Martinsried. Es bestand von 1998 bis 2022 und ging zum 1. Januar 2023 im neu gegründeten Max-Planck-Institut für biologische Intelligenz auf. Besondere Schwerpunkte des Instituts lagen auf den Mechanismen der Verarbeitung und der Speicherung von Informationen.

## Geschichte
Der Vorgänger des Max-Planck-Instituts für Neurobiologie war ein Teilinstitut des Max-Planck-Instituts für Psychiatrie. Seit 1984 hatte dieses Teilinstitut seinen Sitz in Martinsried, einem Ortsteil der Gemeinde Planegg im Südwesten von München. 1998 wurde es zum selbständigen Max-Planck-Institut für Neurobiologie.
Hartmut Wekerle war von 1988 bis 2011 Direktor, nach seiner Emeritierung forschte er noch fünf Jahre lang an dem Institut. Der Nobelpreisträger Edvard Moser war seit 2015 auswärtiges Wissenschaftliches Mitglied. Rund ein Drittel der zuletzt etwa 300 Mitarbeiter stammten aus dem Ausland.
Ab Januar 2022 schloss sich das Max-Planck-Institut für Neurobiologie mit dem Max-Planck-Institut für Ornithologie zum neuen Max-Planck-Institut für biologische Intelligenz (MPI-BI) zusammen. Rechtlich wurde das neue Institut im Januar 2023 gegründet, die beiden Vorgängerinstitute wurden geschlossen.

## Forschung

### Abteilungen
Das Max-Planck-Institut für Neurobiologie war in fünf Abteilungen gegliedert (Stand 2021):
- Die Abteilung Gene – Schaltkreise – Verhalten unter der Leitung von Herwig Baier untersuchte Gene, Moleküle und neuronale Schaltkreise als Grundlage des Verhaltens von Tieren.
- In der Abteilung Synapsen – Schaltkreise – Plastizität unter der Leitung von Tobias Bonhoeffer wurde untersucht, was beim Lernen und Vergessen im Gehirn passiert. Beim Lernen verstärkt sich der Kontakt zwischen einzelnen Nervenzellen durch den Aufbau neuer Verbindungen. Vergessen beruht auf einem Verlust solcher Verbindungen.
- Die Abteilung Schaltkreise – Information – Modelle unter der Leitung von Alexander Borst untersuchte die Verarbeitung optischer Eindrücke im Sehzentrum der Fliege durch physiologische Ableitungen im Gehirn, neue Techniken der Mikroskopie und Computersimulationen. Die Ergebnisse sind auch für die Anwendung in Robotersystemen interessant.
- Die Abteilung Elektronen – Photonen – Neuronen unter der Leitung von Winfried Denk arbeitete an der Verbesserung bestehender Mikroskope und der Entwicklung neuer mikroskopischer Methoden.
- Die Abteilung Moleküle – Signale – Entwicklung unter der Leitung von Rüdiger Klein untersuchte die molekularen Mechanismen der Kommunikation zwischen Nervenzellen im Blick auf die Entwicklung und das Funktionieren eines Nervensystems, insbesondere die Rolle von Rezeptor-Tyrosinkinasen.

### Forschungsgruppen
Außerdem bestanden im Jahr 2021 neun unabhängige Forschungsgruppen:
- Molekulare Neurodegeneration (Irina Dudanova)
- Olfaktorisches Gedächtnis (Thomas Frank)
- Schaltkreise der Emotionen (Nadine Gogolla)
- Zelluläre Dynamik (Oliver Griesbeck)
- Schaltkreise des Richtungshörens (Benedikt Grothe, Max-Planck-Fellow)
- Neurometabolismus (Angelika Harbauer)
- Verhaltenssteuerung im Gehirn (Emilie Macé)
- Neurogenomik (Christian Mayer)
- Sensorimotorische Kontrolle (Ruben Portugues)

Bert Sakmann leitete ab 2008 als Emeritus eine Forschungsgruppe Funktionelle Anatomie einer kortikalen Säule.

## Kooperationen
Neben den institutsinternen Kooperationen unterhielt das Max-Planck-Institut für Neurobiologie Verbindungen mit seinen Nachbarinstituten auf dem Campus Martinsried. In Laufreichweite befanden sich unter anderem das Max-Planck-Institut für Biochemie, die Gen- und Biozentren der Ludwig-Maximilians-Universität, das Biomedizinische Centrum (BMC) der LMU, das Innovations- und Gründerzentrum Biotechnologie (IZB) und das Klinikum Großhadern.
Enge Kooperationen bestanden zum Interdisciplinary Center for Neural Computation (ICNC) der Hebräischen Universität Jerusalem (Israel) und zum Bernstein Center for Computational Neuroscience in München. Zusammen mit der Hebräischen Universität Jerusalem wurde 2013 das Max Planck – Hebrew Center „Sensory Processing of the Brain in Action“ gegründet.
Das Max-Planck-Institut für Neurobiologie war an zwei International Max Planck Research Schools (IMPRS) beteiligt. Eine weitere Kooperation bestand mit dem Graduiertenkolleg der Deutschen Forschungsgemeinschaft zur Systemorientierten Neurobiologie.